# Felsenzaunkönig

Verbreitungsgebiet des Felsenzaunkönigs
Brutgebiete
Nur im Durchzug
Ganzjähriges Vorkommen
Überwinterungsgebiete

Der Felsenzaunkönig (Salpinctes obsoletus) ist eine kleine, nordamerikanische Vogelart aus der Familie der Zaunkönige (Troglodytidae). Die Gattung besteht je nach Sichtweise des Bearbeiters aus einer Art oder aus mehreren Arten.

## Beschreibung
Die zwölf Zentimeter großen Vögel haben ein graubraunes Gefieder mit kleinen, schwarzen und weißen Punkten. Sie haben eine hellgraue, leicht gesprenkelte Brust und einen hellbräunlichen Bauch. Oberhalb des Auges zieht sich ein hellgrauer Streifen entlang; sie haben einen langen, dünnen Schnabel, gebänderte Schwanzfedern und dunkle Beine.
Sie brüten in steinigen, trockenen Habitaten – zum Beispiel in Canyons, die sich vom Südwesten Kanadas bis nach Costa Rica im Süden erstrecken. Es gibt zwei bis drei Bruten pro Jahr mit vier bis sechs, selten auch nur ein bis drei oder aber sieben bis zehn Eiern, die vom Weibchen bebrütet werden. Die Jungvögel werden von beiden Eltern versorgt. Das Nest ist oben offen und häufig in Bodenhöhe zwischen Steinen in einer kleinen Höhle oder Spalte versteckt. Es wird auf einem Fundament aus Kieseln, Gräsern, Rinde sowie dünnen Wurzeln gebaut und mit Haaren und Federn ausgepolstert. Eine seltsame Angewohnheit der Vögel ist, dass sie – entlang den Wegen zum Nest – Streifen von Kieselsteinen anlegen.
Die südlichen Populationen sind keine Zugvögel, während die nördlichen Populationen im Winter in wärmere Gebiete – wie die zentralen und südwestlichen Staaten der USA – ziehen. Gelegentlich wandern sie auch in die östlichen Vereinigten Staaten.
Felsenzaunkönige suchen ihre Nahrung am Boden. Sie ernähren sich hauptsächlich von Spinnen sowie Insekten.
Der Gesang dieser Spezies ist normalerweise ein Triller, in der Fortpflanzungszeit ist der Gesang vielfältiger.

## Systematik
Die Art wird in mehrere Unterarten aufgeteilt. Einige Unterarten existieren nur auf bestimmten Inseln. Der nur auf der Revillagigedo-Insel San Benedicto vorkommende San-Benedicto-Felsenzaunkönig gilt seit einem Vulkanausbruch im Jahre 1952 als ausgestorben.
- S. o. costaricensis van Rossem, 1941[2] – Diese Unterart kommt im Nordwesten Costa Ricas vor.
- † S. o. exsul Ridgway, 1903[3] – Der San-Benedicto-Felsenzaunkönig kam nur auf der Revillagigedo-Insel vor.
- S. o. fasciatus Salvin & Godman, 1891[4] – Das Verbreitungsgebiet dieser Unterart ist der Nordwesten Nicaraguas.
- S. o. guadeloupensis Ridgway, 1876[5] – Diese Subspezies kommt auf Guadeloupe vor.
- S. o. guttatus Salvin & Godman, 1891[6] – Diese Subspezies kommt in El Salvador vor.
- S. o. neglectus Nelson, 1897[7] – Diese Unterart ist vom Süden Mexikos bis ins zentrale Honduras verbreitet.
- S. o. obsoletus (Say, 1822)[8] – Die Nominatform kommt vom Südwesten Kanadas bis nach Zentralmexiko vor.
- S. o. tenuirostris van Rossem, 1943[9] – Diese Unterart ist auf der Islas San Benito verbreitet.

S. o. proximus Swarth, 1914, die früher mit Verbreitungsgebiet San Martin Insel im Nordwesten Mexikos angesehen wurde und S. o. pulverius Grinnell, 1898, die den San-Nicolas und San Clemente Island zugeschlagen wurden, gelten heute als Synonym zur Nominatform. S. o. sollicitus Moore, RT, 1941, die Chiapas und dem angrenzenden Teil von Guatemala zugeschrieben wurde, gilt heute als Synonym für S. o. neglectus.

## Etymologie und Forschungsgeschichte
Die Erstbeschreibung des Felsenzaunkönigs erfolgte 1823 durch Thomas Say unter dem wissenschaftlichen Namen Troglodytes obsoleta. Das Typusexemplar wurde auf einer Expedition von Pittsburgh zu den Rocky Mountains an der Say teilnahm gesammelt. 1847 führte Jean Louis Cabanis die für die Wissenschaft neue Gattung Salpinctes ein. Dieser Name leitet sich von »salpinktēs σαλπιγκτης« für »einen unbekannten Vogel, der vermutlich ein Zaunkönig war« ab. Der Artname »obsoletus« ist das lateinische Wort für »einfach, verschlissen« von »obsolescere« für »abgetragen«. »Costaricensis« bezieht sich auf Costa Rica, »guadeloupensis« auf Guadeloupe. »Tenuirostris« ist ein lateinisches Wortgebilde aus »tenuis, tenue« für »schlank« und »-rostris, rostrum« für »-schnäblig, Schnabel«, »exsul« aus »ex« für »außerhalb« und »solum« für »Land, Festland« und »sollicitus« aus »sollus« für »gesamt« und »ciere« für »ziehen«. »Fasciatus« leitet sich von »fasciatus, fascia« für »gebunden, Binde, Streifen« ab. »Guttatus« bedeutet »gefleckt« von »gutta« für »Fleck«, »neglectus« »ignoriert, übersehen« von »neglegere« für »versäumen«, »proximus« »sehr nah an« von »propior, propioris, prope« für »näher, nahe«, »pulvereus« »voller Staub, staubig« von »pulvis, pulveris« für »Staub«.

## Einzelbelege
1. ↑  IOC World Bird List Dapple-throats, sugarbirds, fairy-bluebirds, kinglets, hyliotas, wrens & gnatcatchers
2. 1 2  Adriaan Joseph van Rossem (1941), S. 172.
3. ↑  Robert Ridgway (1903), S. 169.
4. ↑  Osbert Salvin u. a., S. 610.
5. 1 2  Robert Ridgway (1876), S. 185.
6. ↑  Osbert Salvin u. a., S. 609.
7. ↑  Edward William Nelson, S. 70.
8. 1 2  Thomas Say, S. 4.
9. ↑  Adriaan Joseph van Rossem (1943), S. 236.
10. ↑  Harry Schelwald Swarth, S. 215.
11. ↑  Joseph Grinnell, S. 238.
12. ↑  Robert Thomas Moore, S. 40.
13. 1 2  Jean Louis Cabanis, S. 323.
14. ↑  James A. Jobling, S. 278.
15. ↑  James A. Jobling, S. 381.
16. ↑  James A. Jobling, S. 155.
17. ↑  James A. Jobling, S. 359.
18. ↑  James A. Jobling, S. 158.
19. ↑  James A. Jobling, S. 181.
20. ↑  James A. Jobling, S. 267.
21. ↑  James A. Jobling, S. 318.
22. ↑  James A. Jobling, S. 324.